# 高野忠衛

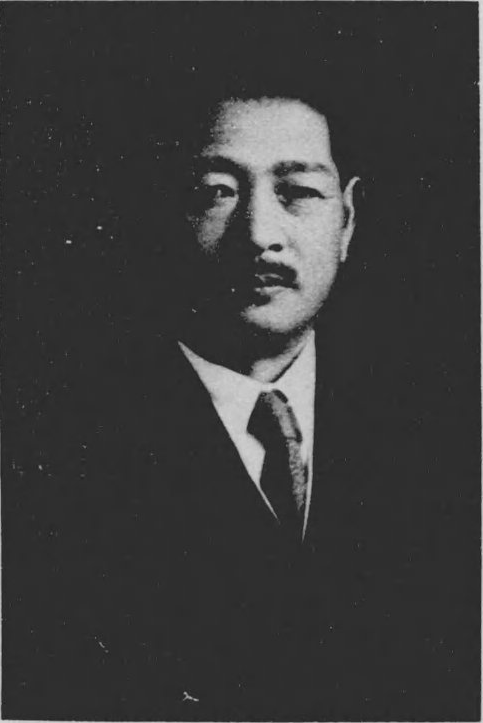
高野忠衛

高野 忠衛（たかの ただえ、1886年（明治19年）2月7日 - 1970年（昭和45年）12月15日）は、大正から昭和時代前期の政治家。長野県長野市長。

## 経歴・人物
長野県上水内郡高岡村（現・飯綱町高岡地区）出身。1905年（明治38年）旧制長野県立長野中学校（長野県長野高等学校の前身）を卒業後、同郡中郷小学校で代用教員を務め、1910年（明治43年）長野県庁に奉職し、1914年（大正3年）高等文官試験に合格する。
下高井郡・上伊那郡各書記を経て、1918年（大正7年）7月に長野県下水内郡長、1922年（大正11年）3月に同県東筑摩郡長、1926年（大正15年）7月に地方事務官社会課長、地方課長を歴任し、1928年（昭和3年）4月に退官。同月、日本赤十字社長野支部主事に転じ、1930年（昭和5年）8月に退職し、長野市助役に就任。ついで、1937年（昭和12年）10月4日に長野市長に就任した。さらに、1942年（昭和17年）より2期目を務めた。戦時下、長野飛行場や忠霊殿の建設に尽力した。
戦後、公職追放となった。